# Сибирски козорог
Сибирски козорог (Capra sibirica) је азијска врста козорога. Живи на планинама и у пустињама средње Азије. 

## Опис
Висок је 80-100 cm у раменима, а тежак у просеку 60 kg. Одрасли мужјаци имају дуге браде и дуге криве рогове са израженим гребенима (грбама) на фронталним површинама. Длака је тамносмеђа са сивкастом леђном пругом која иде од врата до репа. Одрасли мужјаци имају сиво-седе флеке на леђима. Код ове врсте је изражен сексуални диморфизам, односно женке су доста мање са малим роговима који су равни и широко раздвојени из корена. 

## Станиште
Сибирски козорог је широко распрострањен од области Хиндукуш планина у Авганистану до Сајанских планина у Монголији. Срећу се најчешће на надморским висинама од 3.000 до 5.300 m, али се такође знају јавити и у областима од 1.000 m, на Алтајским планинама. 